# Maxime Le Lavandier
Maxime Le Lavandier, né le 17 septembre 1992 à Pleugriffet (Morbihan), est un coureur cycliste français. Son frère Mathieu est également coureur cycliste.

## Biographie
Membre de l'équipe Chambéry CF en 2013 et 2014, Maxime Le Lavandier se classe deuxième de la Ronde de l'Isard d'Ariège ces deux saisons. En fin d'année 2014, il ne parvient pas à être engagé par une équipe professionnelle. L'équipe AG2R La Mondiale, partenaire du Chambéry CF, lui affirme notamment qu'elle n'est pas à la recherche de coureurs ayant son profil de grimpeur. 
Maxime Le Lavandier rejoint alors pour la saison 2015 le CC Étupes, où court son frère Mathieu. En fin d'année, il signe, comme son frère, un contrat avec la nouvelle équipe continentale galloise Dynamo Cover . Cependant, l'équipe ne voit pas le jour. Il s'engage finalement avec la formation auvergnate Pro Immo Nicolas Roux pour 2016.
Il met un terme à sa carrière à l'issue de la saison 2018. 

## Palmarès
- 2010
  - 1re étape du Grand Prix Fernand-Durel (contre-la-montre)
- 2012[6]
  -  Champion de Bretagne sur route espoirs
  - 3e du championnat de Bretagne sur route
- 2013
  - Grand Prix de Mancey
  - 2e de la Ronde de l'Isard
- 2014
  - 2e du Grand Prix du Faucigny
  - 2e de la Ronde de l'Isard
  - 3e du Circuit des Communes de la Vallée du Bédat
- 2015
  - 4e étape du Trophée Aven Moros
  - 2e du Grand Prix de Saint-Étienne Loire
  - 2e de la Classique Bourgogne-Franche-Comté
- 2016
  - Circuit des Communes de la Vallée du Bédat
  - Grand Prix de Saint-Etienne Loire
  - 2e du Circuit des Quatre Cantons
  - 2e de La Commentryenne
  - 2e du Tour de Guadeloupe
- 2017
  - La Melrandaise
  - 2e du Trio normand (avec Maxime Cam et Stuart Balfour)
  - 3e de la Route bretonne
- 2018
  - Grand Prix d'Ampus

## Classements mondiaux
| Année           | 2012 | 2013 | 2014 |
| --------------- | ---- | ---- | ---- |
| UCI Europe Tour | 827e | 414e | 414e |